# Kim Zimmer
Kim Zimmer (Grand Rapids, 2 febbraio 1955) è un'attrice statunitense.

## Biografia
Ha studiato recitazione a San Francisco all'American Conservatory Theatre. Ha cominciato la sua carriera nel 1978 interpretando Bonnie Harper nella soap opera Una vita da vivere (One Life to Live). Nel 1979 interpretò Nola Dancy nella soap The Doctor.
Nel novembre 1983 entra nel cast della popolare soap Sentieri (Guiding Light) dove interpreta Reva Shayne. L'attrice lasciò Sentieri nel 1990 ma vi fece ritorno nel 1995 e vi rimase fino alla fine della soap nel 2009. Durante la permanenza a Sentieri, l'attrice ha vinto quattro Emmy Awards (nel 1985, 1987, 1990, 2006). Ha inoltre recitato in Models Inc., Babylon 5, Seinfeld, Santa Barbara, e nel film Brivido caldo (1981) ed anche in teatro.
È sposata con A.C. Weary e ha tre figli: Rachel, Max e Jacob, che lavora come attore.

## Filmografia

### Cinema
- Brivido caldo (Body Heat), regia di Lawrence Kasdan (1981)
- Vonnie è scomparsa (The Disappearance of Vonnie), regia di Graeme Campbell (1994)
- Patto con il diavolo (Shortcut to Happiness), regia di Alec Baldwin (2004)
- Little Secrets (Perl oder Pica), regia di Pol Cructhen (2006)
- The Van Pelt Family, regia di Adam Bricker (2008)
- Padre matricola (Freshman Father), regia di Michael Scott (2010)
- 23 Blast, regia di Dylan Baker (2014)
- Bleeding Love, regia di Emma Westenberg (2023)

### Televisione
- The Doctors - soap opera (1979-1982)
- Trenchcoat in Paradise - film TV, regia di Martha Coolidge (1989)
- Quattro donne in carriera (Designing Women) - serie TV, episodio 4x6 (1989)
- MacGyver - serie TV, episodi 4x7-6x6-6x8 (1989-1990)
- Hell Hath No Fury - film TV, regia di Thomas J. Wright (1991)
- I segreti di Suzanne (Keeping Secrets) - film TV, regia di John Carty (1991)
- FBI: The Untold Stories - serie TV, 1 episodio (1992)
- Santa Barbara - soap opera (1992-1993)
- Models Inc. - serie TV, 6 episodi (1994-1995)
- University Hospital - serie TV, episodio 1x9 (1995)
- Babylon 5 - serie TV, episodio 2x15 (1995)
- Seinfeld - serie TV, episodio 6x21 (1996)
- Sentieri (The Guiding Light) - soap opera (1983-1990, 1995-2009)
- Steamboat - serie TV, episodi sconosciuti (2010)
- Una vita da vivere (One Life to Live) - serie TV, 89 episodi (1983-2011)

## Riconoscimenti

### Emmy Awards
Vinti:
- Miglior attrice protagonista in una serie drammatica, per Sentieri (1985)
- Miglior attrice protagonista in una serie drammatica, per Sentieri (1987)
- Miglior attrice protagonista in una serie drammatica, per Sentieri (1990)
- Miglior attrice protagonista in una serie drammatica, per Sentieri (2006)

Nomination:
- Miglior attrice protagonista in una serie drammatica, per Sentieri (1986)
- Miglior attrice protagonista in una serie drammatica, per Sentieri (1998)
- Miglior attrice protagonista in una serie drammatica, per Sentieri (1999)
- Miglior attrice protagonista in una serie drammatica, per Sentieri (2003)
- Miglior attrice protagonista in una serie drammatica, per Sentieri (2004)
- Miglior attrice protagonista in una serie drammatica, per Sentieri (2005)
- Miglior attrice protagonista in una serie drammatica, per Sentieri (2007)

### Soap Opera Digest Awards
Vinti:
- Miglior attrice protagonista in una soap-opera, per Sentieri (1988)
- Miglior attrice protagonista in una soap-opera, per Sentieri (2000)

Nomination:
- Miglior attrice protagonista in una soap-opera, per Sentieri (1986)
- Miglior coppia (con Larkin Malloy) in una soap-opera, per Sentieri (1986)
- Miglior attrice protagonista in una soap-opera, per Sentieri (1989)
- Miglior coppia (con Robert Newman) in una soap-opera, per Sentieri (1990)
- Miglior eroina in una soap-opera, per Sentieri (1990)
- Miglior attrice protagonista in una soap-opera, per Santa Barbara (1993)
- Miglior attrice protagonista in una soap-opera, per Sentieri (1998)
- Miglior attrice protagonista in una soap-opera, per Sentieri (1999)
- Miglior attrice protagonista in una soap-opera, per Sentieri (2003)

## Doppiatrici
- Lella Costa in Sentieri
- Marinella Armagni in Sentieri (temporanea)
- Rosalba Bongiovanni in Sentieri (temporanea)
- Renata Biserni in Santa Barbara
- Melina Martello in Brivido caldo
- Valeria Falcinelli in Una vita da vivere